# Djabir Saïd-Guerni
Djabir Saïd-Guerni (født 29. marts 1977) er en tidligere algerisk mellemdistanceløber. Saïd-Guerni tilhørte verdenseliten i 800 m i 90'erne og 2000'erne. Hans største sejr er en guldmedalje fra VM 2003 i Paris. Dessuten blev Guerni nr. tre både under OL i 2000 i Sydney og under VM i Sevilla i 1999. Hans personlige rekord er på 1.43,09.
Guerni gik på pension som atlet efter flere år med skader..